# Bispingen
Bispingen is een gemeente in de Duitse deelstaat Nedersaksen, en maakt deel uit van het Landkreis Heidekreis.
Bispingen telt 6.375 inwoners.

## Verkeer en vervoer
De gemeente ligt 15 km ten noordoosten van Soltau op de Lüneburger Heide. De Autobahn A7 loopt door, en heeft afrit nr. 43 binnen de gemeente. 
In de gemeente is weinig openbaar vervoer; er loopt wel een spoorlijn doorheen, maar deze is alleen voor goederentreinen in gebruik; buslijnen zijn niet zeer frequent.
Daarom heeft men in Bispingen-dorp (evenals in enige andere plaatsen in Duitsland, het Duitstalige deel van België  en Oostenrijk)  de Mitfahrbank in het leven geroepen. Wie daarop gaat zitten, geeft te kennen, met iemand in de auto te willen meerijden, doorgaans naar Schneverdingen of Behringen. De "liftgever" mag aan zijn passagier geen kosten in rekening brengen. In Rosendahl in het Münsterland bestaat dit verschijnsel Mitfahrbank eveneens.
Tot de gemeente behoren, naast de hoofdplaats Bispingen, onder andere de dorpen Behringen, Borstel an der Kuhle en Wilsede.
Undeloh, in het noorden, en Schneverdingen zijn eveneens toeristisch ontwikkelde buurgemeentes.
De naam Bispingen komt van Biscopingen, "wat van de bisschop is". Uit een akte uit 1193 blijkt, dat de toenmalige bisschop van Verden (Aller) het dorp verwierf.

## Economie en toerisme
Het toerisme is (vanwege het natuurschoon en de folklore van de Lüneburger Heide) de belangrijkste economische pijler van de gemeente.
Belangrijke attracties en bezienswaardigheden zijn:
- Het natuurschoon, o.a. de 169 m hoge heuvel Wilseder Berg met vaak een fraai uitzicht. Met Oudjaar gaan veel mensen te middernacht naar de heuveltop, om het in de verte afgestoken vuurwerk te bewonderen.
- Het dorp Wilsede, ten noorden van Bispingen, is, evenals Orvelte in Drenthe, Nederland, een toeristendorp met oude ,karakteristieke boerderijen en andere gebouwen.
- In Wilsede staat Dat ole Huus, sinds 1907 een streekmuseum.
- In het dorp Bispingen zelf ligt het bungalowpark Bispinger Heide van de keten Center Parcs. Het werd in 1995 geopend.
- Tussen Behringen en Wilsede staat, bij de afrit van de A7,  sinds 2011  het Verrückte Haus. Dit is een in, volgens critici nogal kitscherige, stijl gebouwd woonhuis, dat opzettelijk ondersteboven staat. Het is volledig gemeubileerd en kan bezichtigd worden.
- Bispingen bezit een oud, uit 1353 daterend, kerkje, dat in het plaatselijk dialect De ole Kerk heet. Het is geopend als bezinningscentrum en voor concerten.
- In Bispingen staat een kunstwerk, dat de 10e lengtegraad symboliseert, het dorp ligt nl. precies op 10 graden oosterlengte van Greenwich.
- Bispingen bezit sinds 2013 een skihal, Snow Dome geheten.
- In het toeristenseizoen zijn ritjes in een uit 1937 daterend treintje, dat de naam Ameisenbär draagt, mogelijk op het traject Soltau - Bispingen - Döhle, gem. Egestorf v.v.

## Partnergemeentes
De gemeente, waarin een dorp met de naam Behringen ligt,  heeft in 1969 het initiatief genomen tot het creëren van een vriendschapsband tussen plaatsen in verschillende landen, waarvan de naam op Beringen lijkt. Er werd een soort vereniging opgericht met 5 leden; na de Duitse hereniging traden nog twee plaatsen in de voormalige DDR toe. In 2014 werd een en ander dan geformaliseerd door de ondertekening van een partnerschapsverdrag.
De hierbij aangesloten gemeenten zijn, naast Bispingen, de volgende:
- Beringen (België) België
- Beringen (Zwitserland) kanton Schaffhausen, Zwitserland
- Hörselberg-Hainich , waarbinnen een dorp Behringen ligt, Thüringen
- Stadtilm waarbinnen een dorp Behringen ligt, Thüringen
- Mersch waarbinnen een dorp Beringen ligt, Groothertogdom Luxemburg
- Peel en Maas waarbinnen een dorp Beringe ligt, en wel in Helden (Limburg)), Nederland

## Belangrijke personen in relatie tot de gemeente
- Wilhelm Bode (1860 - 1927), overleden te Wilsede,  bijgenaamd de Heidepastor, evangelisch-luthers dominee, sociaal werker en belangrijk voorvechter voor natuurbehoud op de Lüneburger Heide

## Afbeeldingen

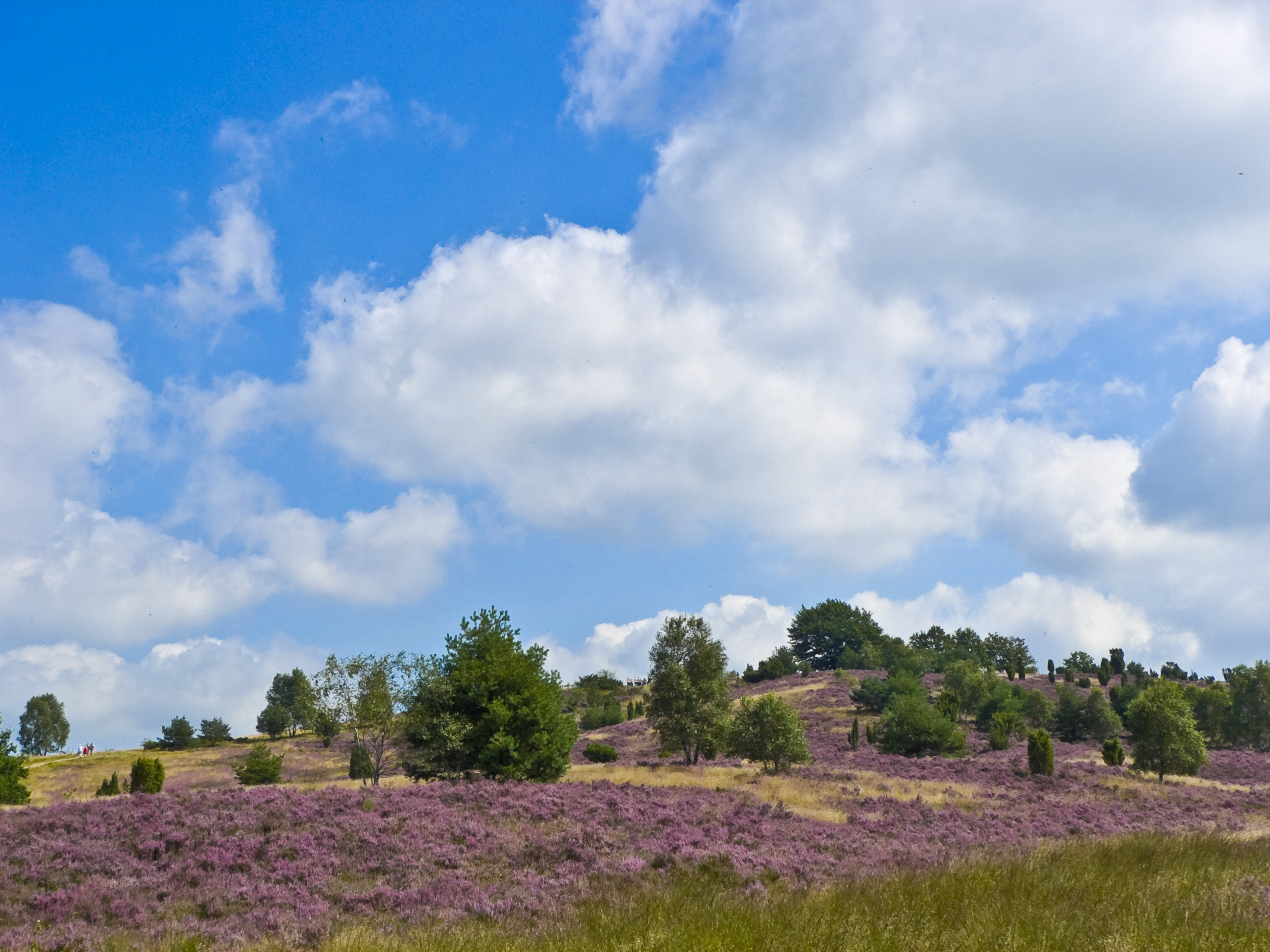
De Wilseder Berg, het hoogste punt van de Lüneburger Heide (169½ meter boven zeeniveau)
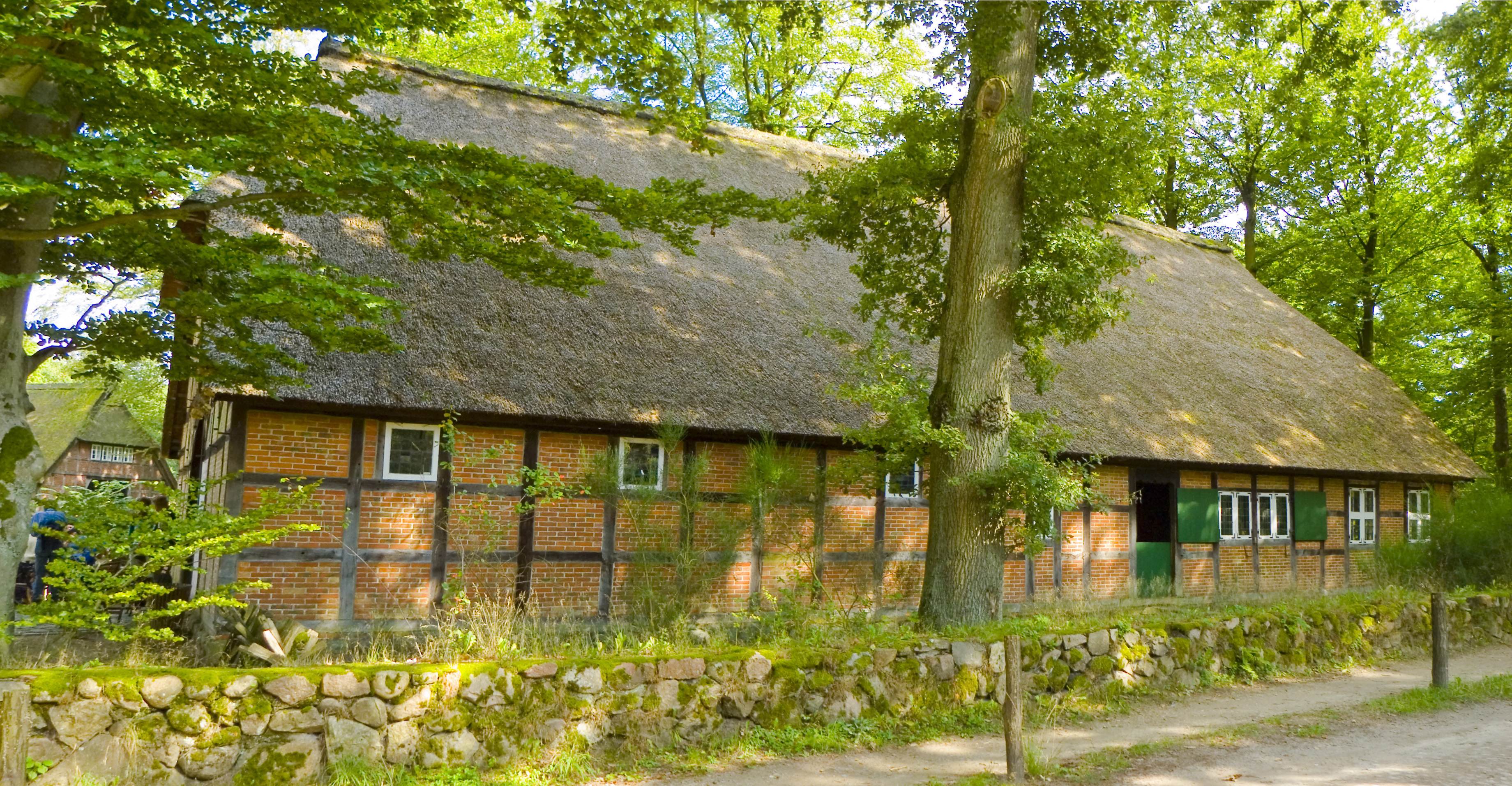
Streekmuseum Dat ole Hus
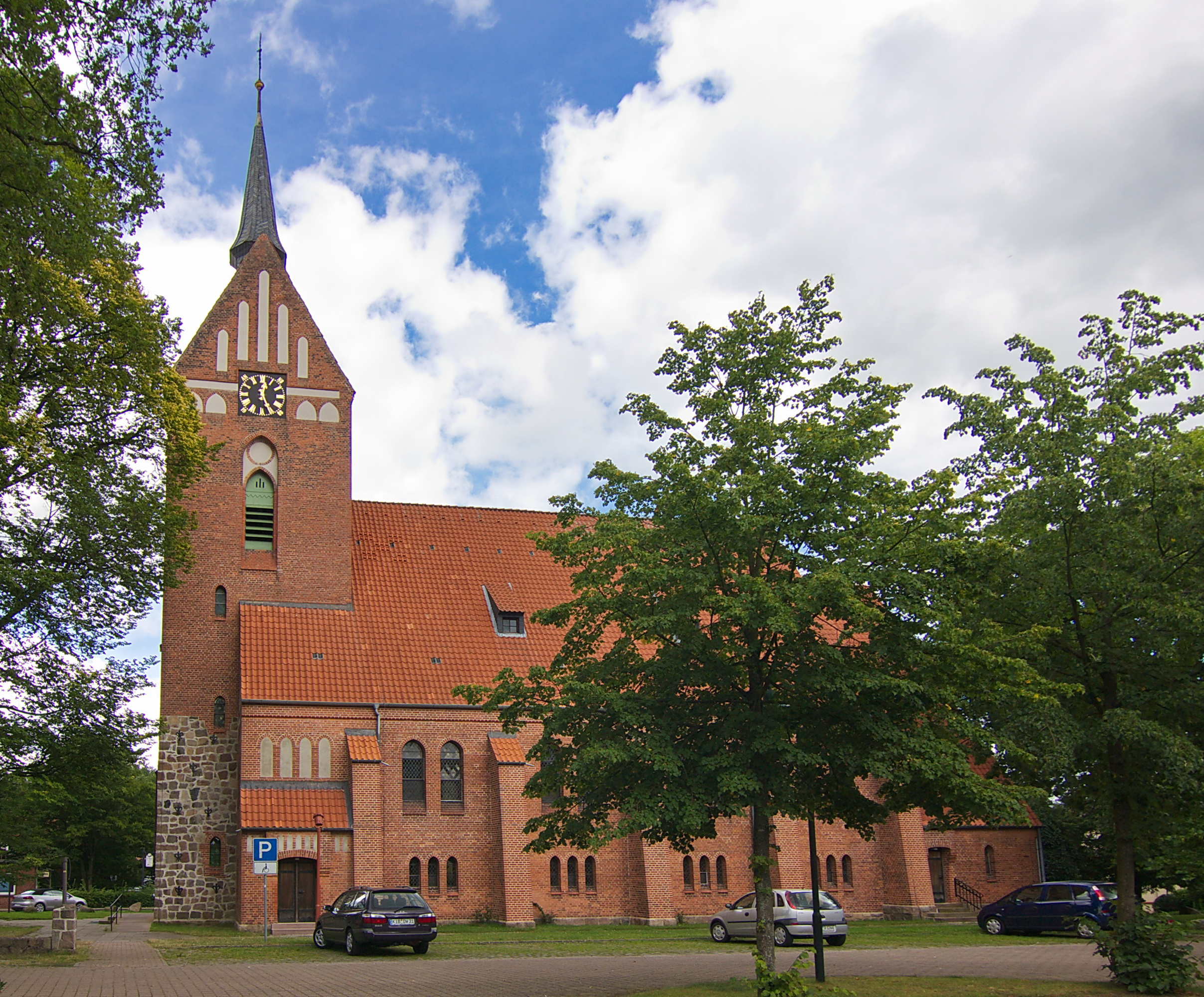
St. Antoniuskerk te Bispingen
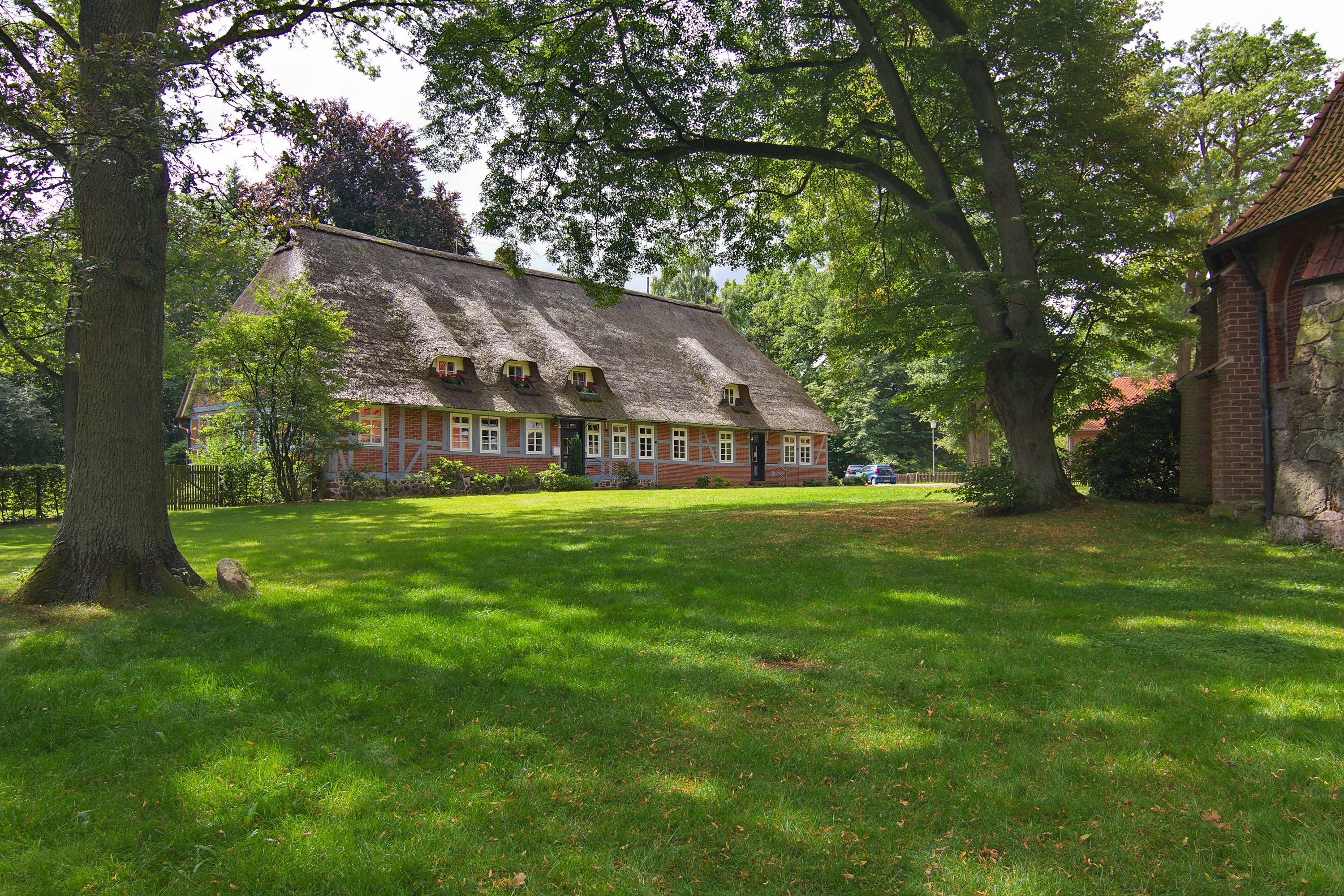
De pastorie naast deze kerk
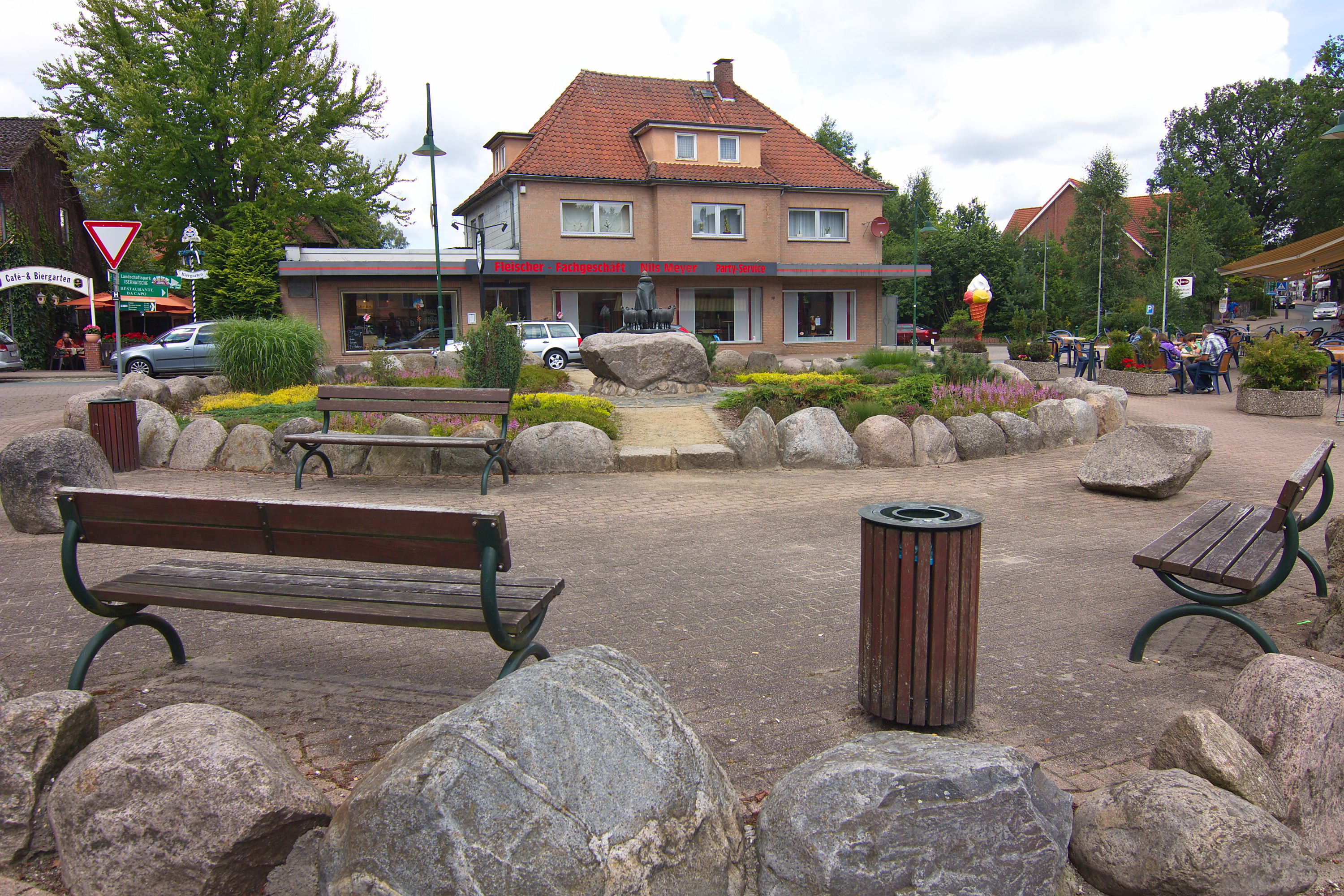
Plein in de dorpskern van Bispingen
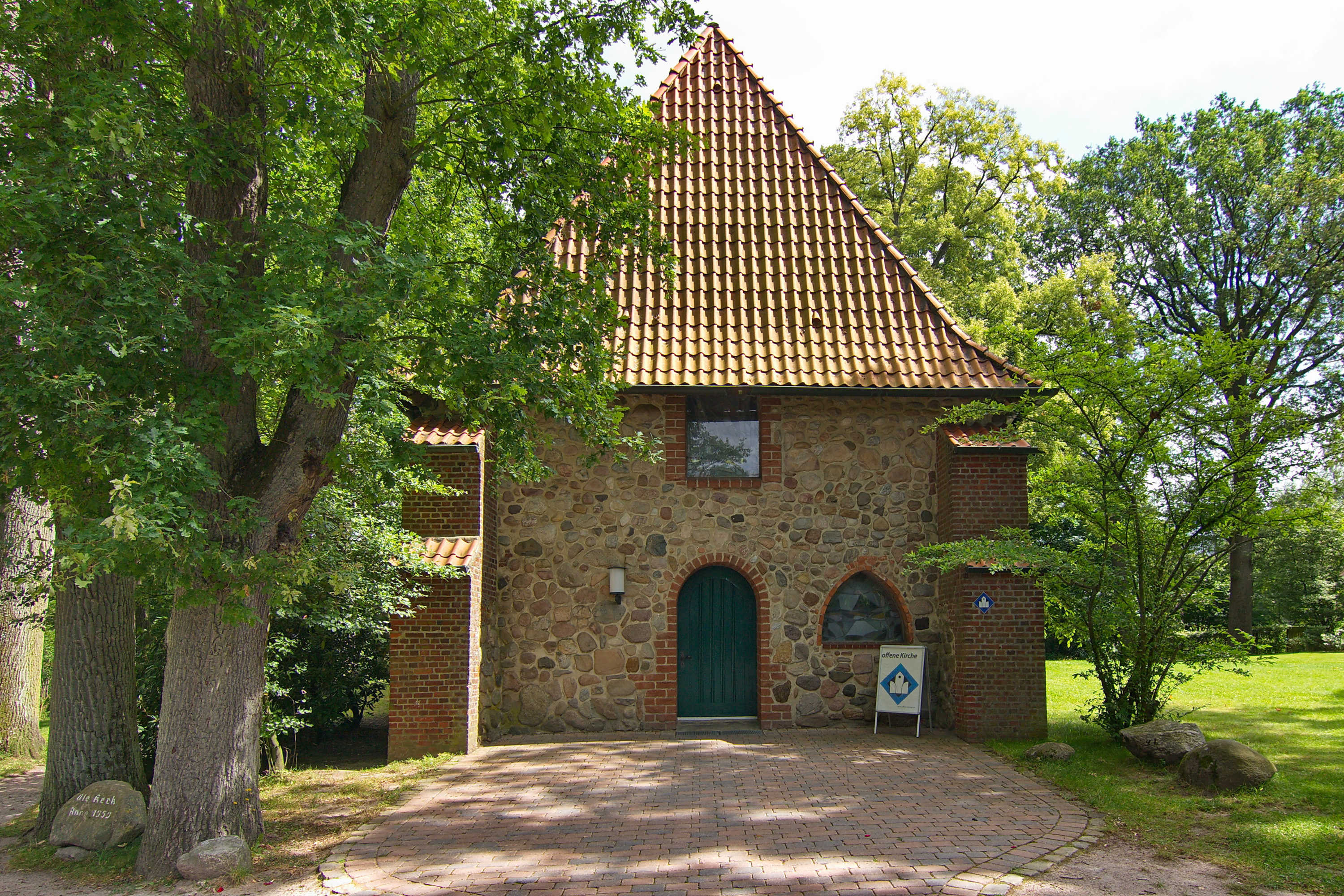
Ole Kerk
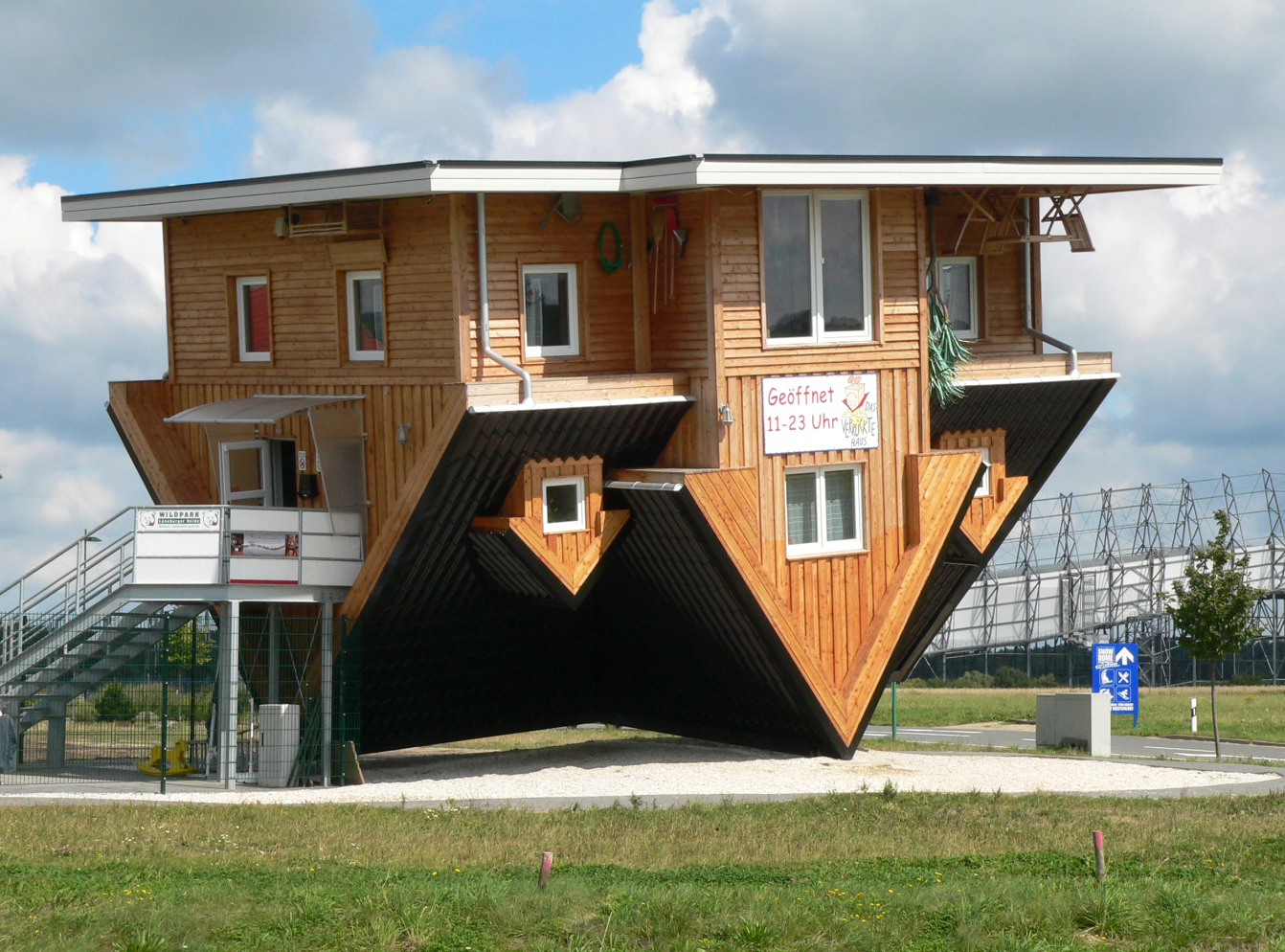
Het verrückte Haus
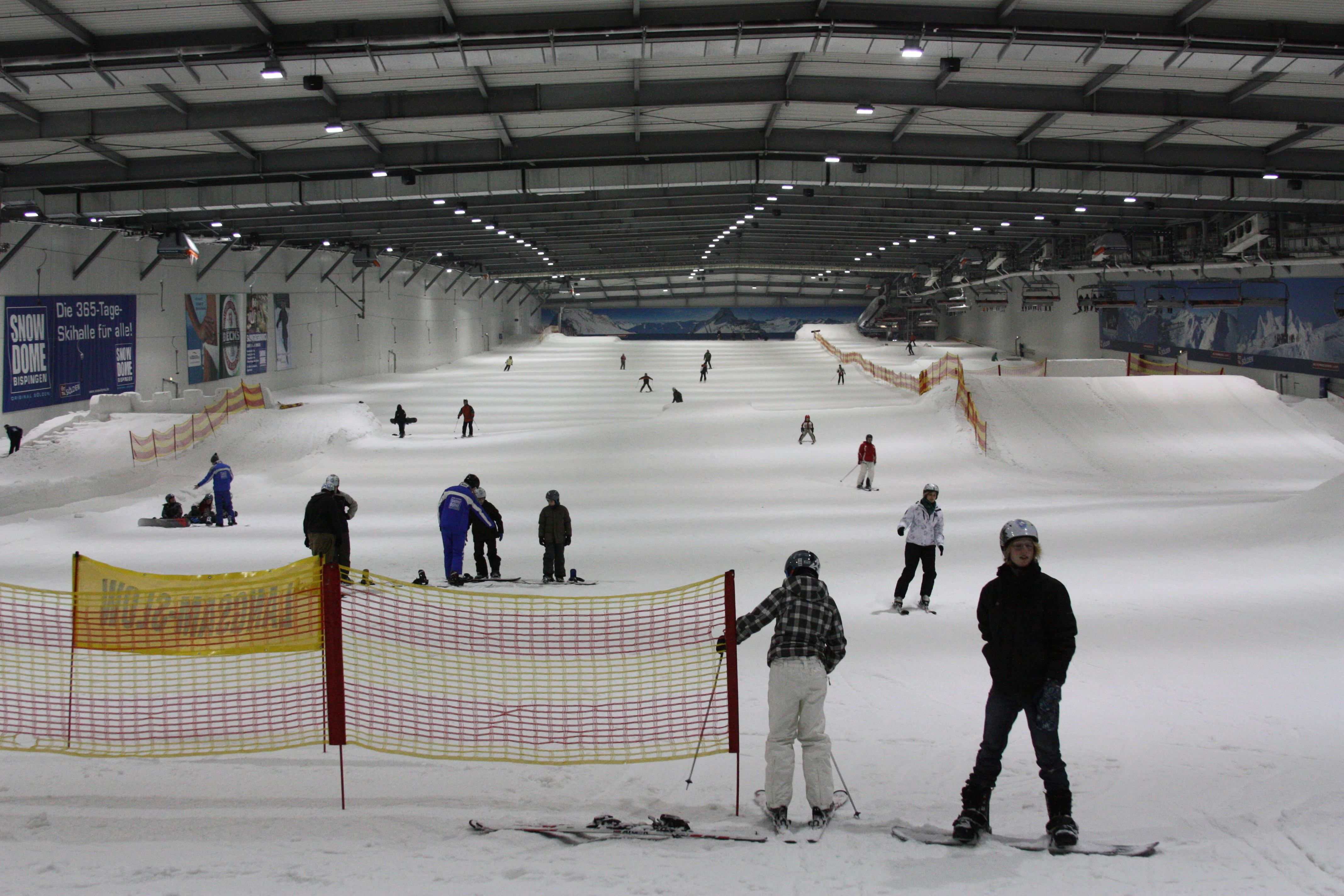
In de Snow Dome
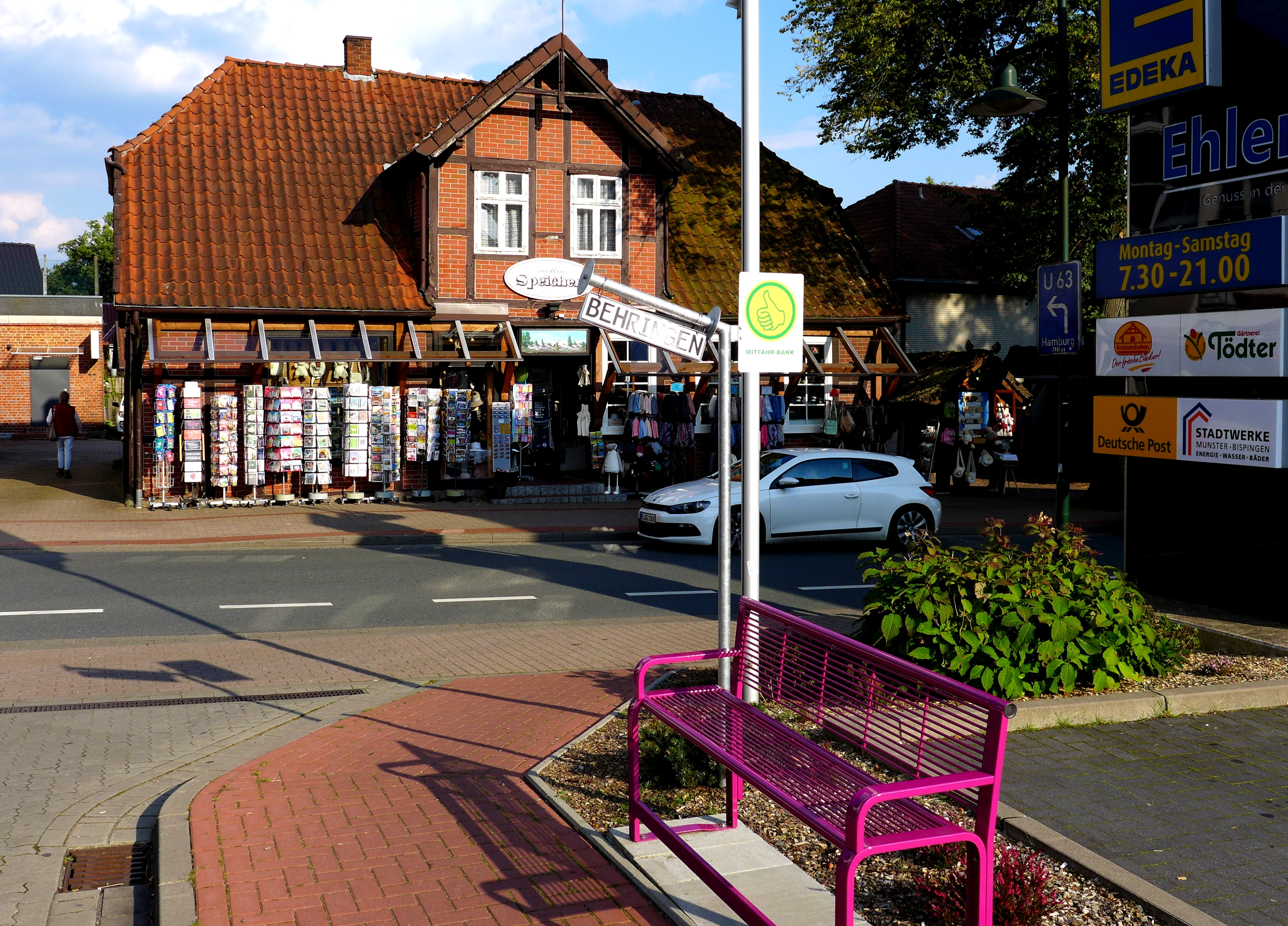
Mitfahrbank ter vervanging van openbaar vervoer

- Gemeinsame Normdatei: 4267381-1
- MusicBrainz: 84d3af85-53a5-48fe-8551-238e9bd4accf
- Virtual International Authority File: 235594841
- WorldCat: E39PCjxJqtyFwVmxybgJwfyRPP

Ahlden · 
Bad Fallingbostel · 
Bispingen · 
Böhme · 
Bomlitz · 
Buchholz · 
Eickeloh · 
Essel · 
Frankenfeld · 
Gilten · 
Grethem · 
Hademstorf · 
Häuslingen · 
Hodenhagen · 
Lindwedel · 
Munster · 
Neuenkirchen · 
Osterheide · 
Rethem (Aller) · 
Schneverdingen · 
Schwarmstedt · 
Soltau · 
Walsrode · 
Wietzendorf